# Герб на Танзания
Гербът на Танзания се състои от войнишки щит, чиято горна част представлява златен къс, следван по-долу от знамето на Танзания. Златният къс изобразява минералите в Обединената република; червеният под знамето символизира богатата плодородна почва на Африка, докато вълнообразните линии представят земята, морето, езерата и бреговата линия на Танзания.
В златната част на знамето изниква горяща факла, изразяваща свобода (UHURU), просвещение и познание. Копието е символ на защитата на свободата, а кръстосаните брадва и мотика са оръжията, които народът на Танзания използва в развитието на страната.
Щитът е върху изображението на планината Килиманджаро. Слонови бивни са поддържани от мъж и жена, като в краката на мъжа има клонка от карамфил, а в тези на жената памукова клонка, което индикира към темата за сътрудничеството.
Мотото на Обединената република – Uhuru na Umoja – е написано на суахили и означава „Свобода и единение“.